# Tonia

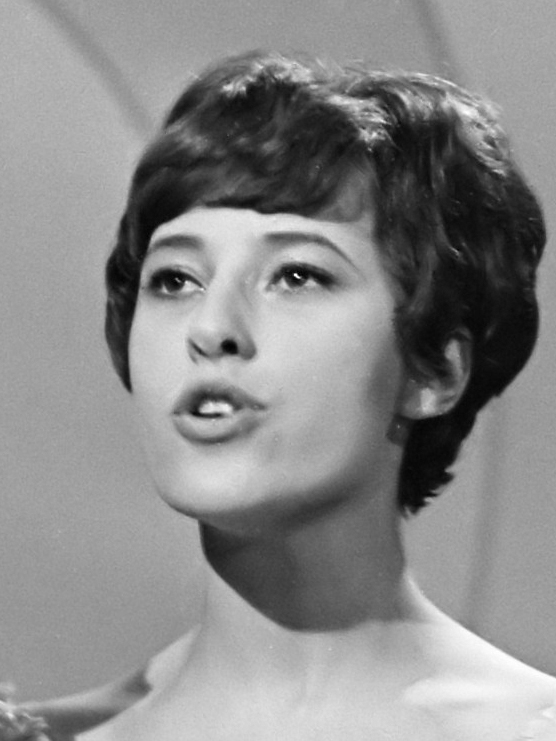
Tonia (1968)

Tonia Mertens (* 25. Juli 1947 in Anderlecht; geboren als Arlette Antoine Dominicus) ist eine flämische Sängerin, die hauptsächlich auf Niederländisch, Französisch und Deutsch sang.

## Karriere
Tonia stand bereits als Zwölfjährige erstmals auf der Bühne und arbeitete später als Sängerin und Tänzerin im Folies Bergère in Brüssel. 1962 veröffentlichte sie ihre erste Schallplatte, Mon p’tit copain de vacances in französischer Sprache. 1965 trat sie beim Songfestival von Knokke auf. Es folgten flämische Versionen deutscher Schlager wie Drie musketiers (Drei Musketiere) oder Met 16 kan je nog dromen (Mit 17 hat man noch Träume). Ihr größter Hit dieser Zeit ist Geef mij voor mijn verjaardag toch een Beatle / Pour mon anniversaire je voudrais un Beatle, im Original Ich wünsch mir zum Geburtstag einen Beatle. Auch in Deutschland war sie mit Liedern wie Texas-Cowboy-Pferde-Sattel-Verkäuferin (Deutscher Schlager-Wettbewerb 1969) erfolgreich.
International wurde sie bekannt, als sie Belgien beim Eurovision Song Contest 1966 mit dem Titel Un peu de poivre, un peu de sel vertrat und den vierten Platz belegte. Mit dem Lied Sebastian, das von Heinz Kiessling komponiert und Carl J. Schäuble getextet wurde, belegte sie in der deutschen Vorausscheidung für den Wettbewerb von 1973 in Luxemburg mit nur einem Punkt Rückstand hinter dem von Gitte interpretierten Beitrag Junger Tag den zweiten Rang. Mit Mir gefällt diese Welt belegte sie bei derselben Vorausscheidung auch den siebten Platz.
Veröffentlichungen wurden in den nachfolgenden Jahren zusehends seltener. Ihre letzten Singles Warum rufst Du mich nicht an? und Ich will nach Afrika stammen aus den Jahren 1980 und 1982. Eine Kompilation ihrer größten Erfolge wurde 1990 auf den Markt gebracht.

## Privates
Tonia ist die Tochter des Profiradrennfahrers Jef Dominicus. Ihre Mutter war Revue- und Operettensängerin. Ihr erster Ehemann war der Trompeter Albert Mertens. Sie ist in zweiter Ehe mit dem Musiker Paul Bourdiaudhy verheiratet.

## Diskografie

### Alben
- 1981: This Is My Day
- 1990: Les plus grands succès de Tonia

### Singles
Auswahl ohne die meisten ihrer niederländischsprachigen Aufnahmen
- 1963: Mon p’tit copain de vacances
- 1963: Avant de t’embrasser
- 1963: L’école est finie
- 1963: Trois mousquetaires
- 1964: La fin d’un amour n’est pas un drame
- 1964: Pour mon anniversaire je voudrais un beatle
- 1965: Wie heeft (Vlaams Schlager Festival)
- 1965: Ce n’est pas loin, domani
- 1965: Toujours les beaux jours
- 1965: Ein junges Herz / Ist denn alles aus?
- 1966: Un peu de poivre, un peu de sel (Grand Prix Eurovision de la chanson)
- 1966: Un grand bateau
- 1966: Vorbei sind die Tränen / Heut sieht alles anders aus
- 1967: Un tout petit pantin
- 1967: Joli petit poisson
- 1967: Der Mann / Der Gedanke an Dich
- 1967: Nur nicht weinen / Bonsoir Chéri
- 1968: Karussell / Heute, morgen
- 1968: Weiter, immer weiter (Deutscher Schlagerwettbewerb, Vorrunde) / Ich kann ohne Liebe nicht leben
- 1969: Texas-Cowboy-Pferde-Sattel-Verkäuferin (Deutscher Schlagerwettbewerb, Finale) / Jedes Rädchen im Getriebe
- 1969: Wenn die Nachtigall singt / Mein rosaroter Regenschirm
- 1970: Valdivia, Valdivia
- 1971: Ich will leben nur mit Dir / Jeder Kuss ist ein Schuß in das Herz
- 1972: Ein grünes Kleeblatt / Mein Leben
- 1973: Sebastian (Deutsche Vorentscheidung zum "Grand Prix Eurovision de la chanson") / Ich bin so frei
- 1974: Iedere Nacht is...
- 1976: Jahrmarkt der Eitelkeit / Das ist der Tango
- 1977: Schönes Theater / San Remo
- 1980: Warum rufst Du mich nicht an? / Souvenirs
- 1982: Ich will nach Afrika / Slow Down